# Metasia xenogama
Metasia xenogama là một loài bướm đêm trong họ Crambidae.